# Tito Veturio Gemino Cicurino (console 494 a.C.)
Tito Veturio Gemino Cicurino (in latino Titus Veturius Geminus Cicurinus; fl. V secolo a.C.) è stato un politico e militare romano del V secolo a.C.

## Biografia
Tito Veturio apparteneva alla gens Veturia, probabilmente fratello gemello di Gaio Veturio Gemino Cicurino, console nel 499 a.C., e padre di Tito Veturio Gemino Cicurino, console nel 462 a.C.
Divenne console nel 494 a.C. con Aulo Verginio Tricosto Celiomontano.

### Dai contrasti tra plebei e patrizi alla dittatura
I due consoli secondo quanto riferisce Tito Livio dovettero fronteggiare una situazione difficile; infatti mentre alle frontiere i Sabini, gli Equi ed i Volsci, effettuavano scorrerie in territorio romano e degli alleati latini, segno di imminenti scontri campali, a Roma i plebei, ancora scontenti delle promesse non mantenute presenti negli editti di Publio Servilio Prisco Strutto, decisero di riunirsi sull'Esquilino e sull'Aventino per prendere le decisioni, rifiutandosi di andare in guerra se non fossero state accolte le richieste e le promesse già fatte in precedenza, soprattutto quelle riguardanti la riduzione in schiavitù dei debitori.
Di fronte a questa situazione i due consoli chiesero consiglio al Senato; questi, criticandoli aspramente, dapprima rispose che erano decisioni che dovevano prendere i consoli ma in seguito gli ordinò di imporre la leva militare anche con la forza.
Ci fu così una rissa tra i plebei e i senatori presenti e questo avvenimento portò alla nomina di un dittatore. Venne scelto Manio Valerio Massimo, e non Appio Claudio, per la sua personalità meno aggressiva e più duttile rispetto a quella di Appio, nonché per la sua appartenenza alla gens Valeria, popolare tra la plebe. Alla fine Manio riuscì a convincere i plebei a fare la leva, più che con la minaccia derivante dalla sua carica, con la conferma delle promesse fatte da Publio Servilio.

### Le campagne militari
Il popolo rispose con entusiasmo alla chiamata alle armi, tanto che il dittatore poté organizzare 10 legioni, affidandone a ciascuno dei due consoli 3, mantenendone così 4 sotto il proprio diretto controllo. Decise poi, che Aulo Verginio avrebbe condotto le proprie legioni contro i Volsci, Tito Veturio contro gli Equi, mentre lui si sarebbe opposto ai Sabini.
Tito, inviato in soccorso dei Latini ai quali il Senato non aveva concesso il permesso di riprendere le armi per difendersi dalle continue scorrerie degli Equi, ebbe facilmente ragione degli Equi, che furono ricacciati nella loro zona d'origine sulle montagne del bacino del Garigliano; per questo ottenne il trionfo.
(Tito Livio, Ab Urbe condita libri, Libro II, 31)
Anche gli eserciti guidati da Manio Valerio e Aulo Verginio ebbero ragione dei propri nemici, e gli eserciti poterono tornare a Roma, con la speranza che le promesse fossero mantenute.

### Dalla secessione della plebe al tribunato
Infatti Manio Valerio, che non aveva dimenticato le questioni interne relative ai problemi dei debitori, portò il tema nuovamente all'attenzione del senato, chiedendo un pronunciamento definitivo sulla insolvenza per debiti. Visto che la richiesta non fu approvata, Manio Valerio si dimise da dittatore e Tito Veturio e Aulo Verginio rientrarono nella pienezza dei loro poteri consolari fino alla fine dell'anno.
In questo contesto si realizzò la secessione dei plebei, che per protesta si ritirano sul Monte Sacro, tre miglia fuori Roma sulla destra dell'Aniene dove fortificarono un campo.; la secessione rientrò a seguito dell'intervento di Menenio Agrippa che rivolse ai fuoriusciti il famoso apologo delle membra e dello stomaco.
Sul piano pratico venne istituita una carica magistrale a difesa della plebe: il tribuno della plebe. Questa carica era interdetta ai patrizi e venne sancito con una legge (la Lex Sacrata) il carattere di assoluta inviolabilità e sacralità (sacrosancti) della carica stessa. Vennero quindi eletti i primi due tribuni della plebe, che furono Gaio Licinio e Lucio Albinio.